# Bedő Tamás
Bedő Tamás (Szentes, 1972. november 7. –) Csongrád polgármestere, országgyűlési képviselő.

## Élete
Az általános iskola elvégzése után 1991-ben érettségizett a csongrádi, Batsányi János Gimnáziumban. 1993-ban lépett be a Magyar Szocialista Pártba. 1994-ben növénytermesztő mérnöki oklevelet szerzett a Debreceni Agrártudományi Egyetem Szarvasi Mezőgazdasági, Víz- és Környezetgazdálkodási karán. 1996-ban településüzemeltető szakmérnöki, 1997-ben szakközgazdász, 1998-ban növényvédő szakmérnöki képesítést szerzett.
Jelenleg nőtlen, angolul alapfokon beszél. 1998–2002 között önkormányzati képviselőként a Városgazdasági Bizottság elnöki feladatait látta el, közben két évig tagja volt az MSZP Országos Választmányának és a Csongrád megyei elnökségnek is, miközben a városi szervezet elnöke volt. A 2002-es önkormányzati választásokon Csongrád város polgármesterévé választották. A 2006-os országgyűlési választásokon pártja Csongrád megyei területi listájáról szerzett országgyűlési mandátumot.